# Fiamme Oro Rugby 2013-2014

## Eccellenza 2013-14

### Stagione regolare
| Incontro                   | Andata | Ritorno |
| -------------------------- | ------ | ------- |
| Rovigo — Fiamme Oro        | 47-9   | 33-18   |
| Fiamme Oro — Mogliano      | 17-34  | 3-8     |
| I Cavalieri — Fiamme Oro   | 21-3   | 16-27   |
| Fiamme Oro — S.S. Lazio    | 21-17  | 33-17   |
| Reggio Emilia — Fiamme Oro | 22-25  | 9-13    |
| Fiamme Oro — Petrarca      | 28-15  | 15-34   |
| Viadana — Fiamme Oro       | 32-21  | 31-24   |
| Fiamme Oro — San Donà      | 33-25  | 14-19   |
| Capitolina — Fiamme Oro    | 6-43   | 15-45   |
| Calvisano — Fiamme Oro     | 24-13  | 37-30   |

#### Risultati della stagione regolare
| Posizione | G  | V | N | P  | PF  | PS  | DP  | B | Pt |
| --------- | -- | - | - | -- | --- | --- | --- | - | -- |
| 7ª        | 20 | 9 | 0 | 11 | 435 | 462 | -27 | 7 | 43 |

## Trofeo Eccellenza 2013-14

### Prima fase

#### Girone B
| Incontro                | Andata | Ritorno |
| ----------------------- | ------ | ------- |
| Fiamme Oro — S.S. Lazio | 38-21  | 8-15    |
| Capitolina — Fiamme Oro | 10-29  | 13-42   |

#### Risultati del girone B
| Posizione | G | V | N | P | PF  | PS | DP  | B | Pt |
| --------- | - | - | - | - | --- | -- | --- | - | -- |
| 1ª        | 4 | 3 | 0 | 1 | 117 | 59 | +58 | 4 | 16 |

### Finale
| Incontro            | Risultato |
| ------------------- | --------- |
| Rovigo — Fiamme Oro | 25-26     |

## Verdetti
- Fiamme Oro vincitrici del Trofeo Eccellenza 2013-2014.